# モラクセラ・リンカーニイ
モラクセラ・リンカーニイ（Moraxella lincolnii）は、プロテオバクテリア門ガンマプロテオバクテリア綱シュードモナス目モラクセラ科モラクセラ属の種の一つであり、ヒトの気道から分離されたグラム陰性菌である。